# Бузаково (Владимирская область)
Буза́ково — деревня в Собинском районе Владимирской области России, входит в состав Воршинского сельского поселения.

## География
Деревня расположена на берегу реки Колочка в 13 км на северо-восток от центра поселения села Ворша и в 24 км на северо-восток от райцентра города Собинка. 

## История
В переписи 1678 года числится, как часть дворов деревни Чижово в вотчине помещиков Василия и Михаила Романовых  Воейковых. Впервые фигурирует, как самостоятельная деревня, в купчей от 19 марта [29 марта] 1681 - День Деревни. Из той же купчей следует, что название "Бузаково" деревня получила от находившейся ранее на ее месте пустоши Бузаково. В 1693 году деревню перекупает Данило Иванов сын  Новиков (с этого момента и вплоть до отмены крепостного права деревня принадлежит  Новиковым). Перепись 1709 - является первой ревизией, где жители деревни отделены от жителей сельца Чижово.
До 1715 года входила в состав Опольского стана, после в состав Карачаровской волости. В конце XIX — начале XX века деревня входила в состав Кузнецовской волости Владимирского уезда, с 1926 года — в составе Ставровской волости. В 1859 году в деревне числилось 20 дворов, в 1905 году — 20 дворов, в 1926 году — 30 хозяйств и начальная школа.
С 1929 года деревня входило в состав Тетеринского сельсовета Ставровского района, с 1932 года — в составе Собинского района, с 1945 года вновь в Ставровском районе, с 1965 года — в составе Бабаевского сельсовета Собинского района, с 2005 года — в составе Воршинского сельского поселения.
Также была известна, как деревня Перетруска (как минимум с 1773 по 1918 года).

## Население
| 1859 | 1905 | 1926 |
| ---- | ---- | ---- |
| 142  | 114  | 123  |

| 1859 | 1905 | 1926 | 2002 | 2010 | 2021 |
| ---- | ---- | ---- | ---- | ---- | ---- |
| 142  | ↘114 | ↗123 | ↘0   | ↗6   | ↗8   |